# Distenia cinctipennis
Distenia cinctipennis là một loài bọ cánh cứng trong họ Cerambycidae.